# Archeozoologia

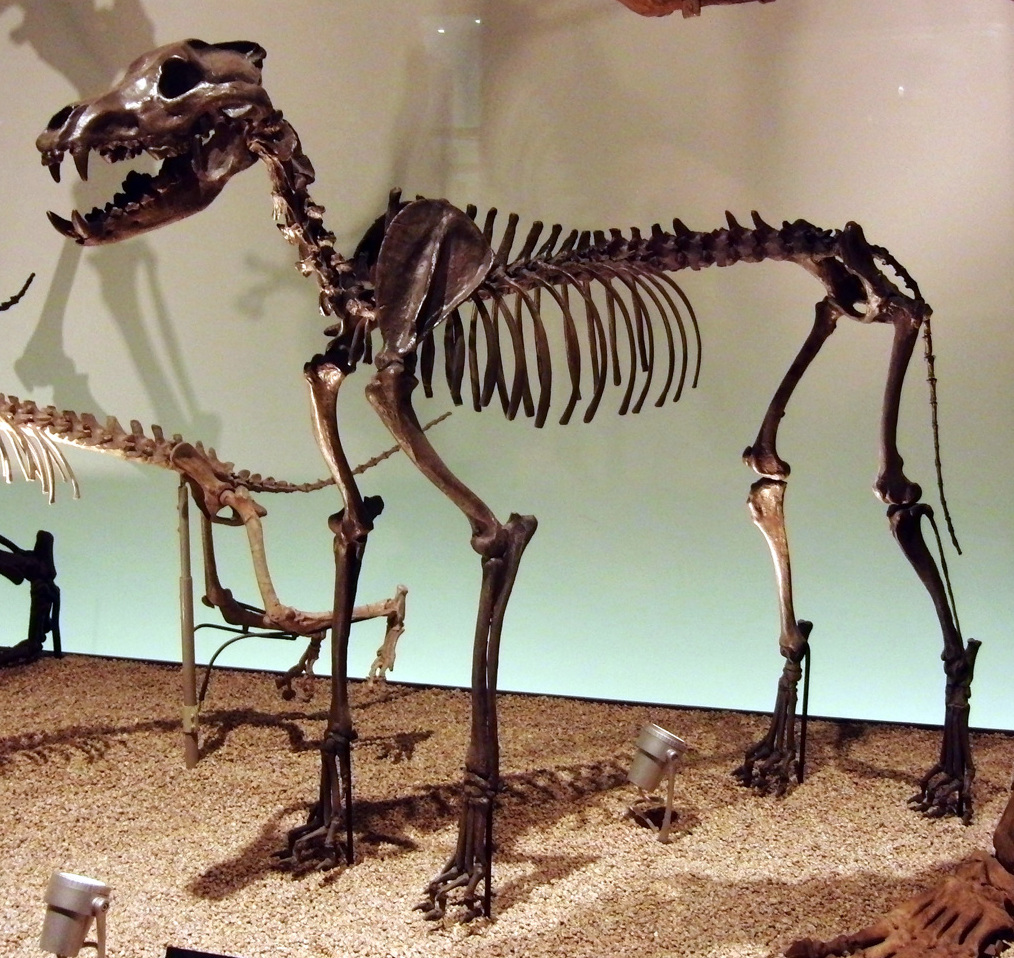
Scheletro di un cane conservato al National Museum of Nature and Science di Tokyo

L'archeozoologia è una disciplina relativamente recente, nata pressappoco nell'Ottocento che studia i resti degli animali che si rinvengono nei siti archeologici al fine di comprendere al meglio le relazioni tra il mondo animale e l'uomo nel passato, a differenza della paleontologia che normalmente si occupa dell'evoluzione di uomo e animali senza preoccuparsi delle loro eventuali relazioni. 

## Storia
Nel 1812 Georges Cuvier deduce una legge sulle correlazioni, Charles Picard nel 1835 e Boucher de Perthes, nel 1860 provarono una coesistenza tra uomini e animali fossili ma ci fu una negazione della scienza ufficiale. Infine nel 1861, Rutimeyer pose le basi dell'archeozoologia.

## Descrizione e caratteristiche
Indaga quindi sia sui mutamenti ambientali che sulle attività economiche, rituali, e sociali dei gruppi umani in varie epoche, sia preistoriche che storiche, come una delle numerose fonti di informazione sulle quali la ricerca archeologica deve essere costruita. Le ossa animali sono considerate come "materiale archeologico" e dal loro studio si tenta di risalire al "contesto antropico". Tali resti, infatti, non essendo dati esterni al quadro culturale che li ha determinati, debbono essere analizzati integrando il loro studio con quello degli altri materiali reperiti sullo scavo, al fine di ricostruire la struttura complessiva delle comunità oggetto della ricerca.
Fin dalla preistoria gli animali hanno avuto un ruolo fondamentale nella vita delle popolazioni umane fornendo parte dei suoi alimenti (carne, grasso, latte, sangue, uova ecc.). Inoltre pellicce, pelli, lana, ossa e corna sono state e sono utilizzate ancora oggi per vestirsi, proteggersi dalle intemperie e costruire una vastissima gamma di strumenti di uso quotidiano. La forza animale è stata utilizzata per spingere aratri e per trasportare cose e persone anche per lunghe distanze. Gli animali sono quindi stati sempre essenziali nell'organizzazione sociale umana, anche nelle sue espressioni artistiche e nei suoi rituali religiosi.
Le indagini sulle attività economiche riguardano le metodologie di caccia, la domesticazione degli animali, l'allevamento, l'agricoltura, i trasporti, la lavorazione dei prodotti derivati, quali la pelle, la lana, le ossa, le corna, il latte ecc.
Per quanto riguarda i rituali vengono indagati i riti funerari e sacrificali, e quindi le attività di culto.
Le indagini sull'organizzazione sociale si interessano dell'utilizzo degli animali per la guerra, il prestigio sociale, la compagnia, la difesa ecc. (da De Grossi Mazzorin J., 2008, Archeozoologia. Lo studio dei resti animali in archeologia, Laterza, Bari).